# Benito Galilea
Benito Galilea (Martone, 1944) è un poeta e scrittore italiano.

## Biografia
Benito Galilea è nato in Calabria ma è vissuto dal 1967 al 1984 a New York e successivamente a Roma dove tuttora risiede.
Membro della Federazione Mondiale della Stampa Italiana all'Estero, ha fondato il massimo Premio di Poesia in lingua italiana negli USA. È vincitore di numerosissimi premi letterari.
Ha pubblicato 28 libri di cui: 21 di poesia in lingua italiana, 4 in dialetto e 3 di aforismi, detti e proverbi nonché parecchie pagine sull’emigrazione, in dialetto calabrese (con traduzione in italiano e parzialmente in inglese) che costituiscono la più voluminosa raccolta a livello europeo (oltre 900 pagine con 6500 voci).
Delle sue opere si sono interessati anche i maggiori critici italiani. Tra gli altri: Geno Pampaloni, Margherita Guidacci, Joseph Tusiani, Walter Mauro, Elena Clementelli, Francesco Petrocchi, Guglielmo Petroni, Edvige Pesce Gorini, Francesco d’Episcopo, Massimo Grillandi, Fortunato Seminara, Dino Carlesi, Davide Rondoni, Giorgio Barberi Squarotti, Remo Pozzetti, Giuseppe d’Errico, Giuseppe Falcone, Glauco Giusti, Elio Andreuoli, G. Pisani Malfioli, Aristide LaRocca, Wadimiro Zucchi, Alberto Bertoni, Giovanni Quirini, Luciano Luciani, Pasquale Martiniello, Dante Maffia, Francesco Carbognin, Vincenzo Guarracino, Pasquale Maffeo; Dante Della Terza, Elio Pecora etc.
Le sue poesie nonché detti e proverbi sono stati tradotti in diverse lingue.

## Opere
Libri pubblicati dal poeta:
LIBRI PUBBLICATI
1) Grappoli di luce – Roma 1975 (presentazione di Edvige Pesce Gorini)
2) Nel cavo di una mano – premio I segni a Firenze 1977( presentazione di Geno Pampaloni)
3) Sogno in prestito – Fondi 1985 ( Premio Libero DeLibero - presentazione di Walter Mauro)
4) La ruga del cuore – Leonforte1995 (Premio Leonforte) 
5) Martuni –Manduria 1997 - ( raccolta in vernacolo calabrese) che, tra l’altro, gli ha valso la Musa d’oro, quale migliore espressione dialettale di un intero quinquennio tra tutti i dialetti d’Italia ” per aver dimostrato che il dialetto può stare alla pari con le espressioni più alte della poesia in italiano" 
6) Una Venere di Milo – 1998 Colle Nuovo - Roma 
7) Quando la luna ospita i pensieri –Lucca 1998 (Premio O. Dini – presentazione: Vladimiro Zucchi) 
8) La vita oltre la luce – poesie brevi - Roma 1999
9) I sentieri delle migrazioni – Milano 2000 
10) Altra stagione a Vincolise – Piombino 2002 (Premio Foglio letterario – pres. di F.D'Episcopo)
11) ‘A squatra, Rosina e attri cosi- Oratino 2004 - ( Premio Arturo Giovannitti)
12) U suli nto saccu, ‘a luna nto panaru – San Remo 2005 (Vitale Edizioni)
13) Dialogo imperfetto – Pisa 2005 (Premio Il Portone – presentazione di Luciano Luciani)
14) Gli sradicati non sognano di sera – 2006 – Seat Edizioni San Remo
15) Identità spogliata – Reggio Cal.2007 (Premio Rhegium Julii –presentazione di Antonino Zumbo, postfazione di Giuseppe D’Errico) 
16) L’altro di te – Melegnano(MI) 2008 -Montedit (Premio Città di Monza)
17) Ju nenti ( Premio Ischitella Pietro Giannone sett 2009 -  presentazione di Cosma Siani
18) Calendae Miniagenda poetica –febbraio 2010 Vitale Edizioni San Remo
19) Dai rigagnoli del cuore 2011 – Montedit – Premio Olympia Montegrotto 
20) Dodici lune per una principessa – Agenda poetica 2011 – ( Vitale Ediz.) 
21) Cuntava u pappù – Roma IEFI :2012 raccolta di detti, proverbi, massime, aforismi, modi di dire ecc.(352 pagine, oltre duemilatrecento voci) in dialetto calabrese, italiano ed inglese. 
22) Quattro gioielli per quattro stagioni. Miniagenda 2012 (Vitale Edizioni) 
23) Dodici virgole di tempo - poesie - Vitale Edizioni 2013 
24) Nc’era cu nc’era – Roma IEFI 2013 :raccolta di poesie originali, aneddoti, aforismi, flussi migratori, storie, modi di dire, proverbi sia in dialetto calabrese che in italiano. 175 pagine, oltre 1200 voci.
25) Comu sonati, v’abballu e vi scrivu Roma IEFI 2014 : raccolta di poesie originali e foto, massime, detti ed aforismi, proverbi e personaggi, versi da libri dell’Autore e filastrocche, ricordi migratori nel dialetto martonese di Calabria con traduzione in lingua italiana. 362 pagine, oltre 3300 voci.
26) Certezze minime  (72 poesie) – Montegrappa Edizioni – Monterondo (RM) – Feb 2015
27) Brevi solitudini dal mare (60 poesie) – Edizioni Accademia Barbanera – La couleur d’un Poéme – Milano – Luglio 2016
28) Orme tra le isole del cuore (27 poesie con traduzioni in inglese, latino e spagnolo) -Vitale Edizioni San Remo - Febbraio 2020